# Rhabditophanes schneideri
Rhabditophanes schneideri är en rundmaskart. Rhabditophanes schneideri ingår i släktet Rhabditophanes och familjen Rhabditidae. Inga underarter finns listade i Catalogue of Life.